# Angle mort (magazine)
Pour les articles homonymes, voir Angle mort (homonymie) et Angle (homonymie).
Angle mort est un magazine électronique français créé en 2010, spécialisé dans la science-fiction et la fiction spéculative.

## Histoire
Le magazine Angle mort naît fin 2010, création d'une équipe rassemblée courant 2009 (à partir d'une rencontre aux Utopiales de Nantes en octobre 2009) autour de Sébastien Cevey et de Laurent Queyssi, qui co-signent l'éditorial du premier numéro, en forme de déclaration d'intention et de programme, ainsi que de David Queffélec. Se proposant de répondre à un manque perçu dans le paysage éditorial science-fictif, sur le modèle avoué du Lightspeed Magazine américain, chaque numéro propose quatre nouvelles originales, en français ou traduites, téléchargeables séparément, et quatre brefs entretiens avec chacun des auteurs, obtenus avec l'achat du numéro dans son ensemble. Les éditoriaux de chaque numéro, s'ils présentent classiquement le sommaire commenté de la revue, proposent une vision des évolutions en cours des littératures de genre, et donnent également souvent un aperçu sur les coulisses du projet et de sa réalisation.
Le magazine est animé par des bénévoles, réunis dans l'association Angle mort, une association loi de 1901. Jusqu'au numéro 8, le magazine vend entre 100 et 150 exemplaires de chaque numéro. 
Après une période de flottement en 2013-2014, le magazine redémarre en 2015 avec une équipe renouvelée en partie, animée notamment par René-Marc Dolhen, l'un des principaux responsables de l'encyclopédie bibliographique science-fictive en ligne NooSFere, et par Julien Wacquez, doctorant en sociologie à l'EHESS. Ils co-signent l'éditorial du n°10 du magazine.
En juin 2016, le magazine se dédouble, en proposant désormais simultanément son jumeau en anglais, Blind Spot,.
À partir du n°12 (novembre 2016), chaque numéro inclut également un article académique et une interview avec un artiste contemporain lié au champ du magazine.
Le magazine a été nommé au prix spécial du grand prix de l'Imaginaire 2012.

## Numéros parus
- Numéro 1, novembre 2010 : Laurent Kloetzer, Aliette de Bodard, Xavier Mauméjean et Daryl Gregory.
- Numéro 2, février 2011 : David Calvo, Adam-Troy Castro, André Ourednik et Benjamin Rosenbaum (en).
- Numéro 3, mai 2011 : Mélanie Fazi, Sara Genge, Léo Henry et Kij Johnson.
- Numéro 4, août 2011 : Jean-Claude Dunyach, Ted Kosmatka (en), Hélène Marchetto et Hannu Rajaniemi.
- Numéro 5, novembre 2011 : Jean-Marc Agrati, Lauren Beukes, Olivier Paquet et William Gibson.
- Numéro 6, février 2012 : Éric Holstein, Lavie Tidhar, Lucia Renart et Adam-Troy Castro.
- Numéro 7, juin 2012 : Kij Johnson, Thomas Day, Kelly Link et Ian McDonald.
- Numéro 8, novembre 2012 : Theodora Goss, Jean-Claude Dunyach, Vandana Singh et Léo Henry.
- Numéro 9, novembre 2013 : Jeffrey Ford, Stéphane Croenne, Laurent Kloetzer et Jack Skillingstead (en).
- Numéro 10, juin 2015 : Fanny Charasse, Nina Allan, Stéphane Meyer, Christopher Priest et Stéphane Beauverger.
- Numéro 11, juin 2016 : Sofia Samatar, Jean-Luc André d'Asciano, Adam-Troy Castro et Sarah Pinsker.
- Numéro 12, novembre 2016 : Aliette de Bodard, Raphael Carter (en), Martin L. Shoemaker (en), Jean-Marc Agrati, Peter Galison et Joëlle Bitton.
- Numéro 13, janvier 2019 : Karin Tidbeck, Han Song, H. V. Chao et Jean-Marc Agrati